# 栂峠
栂峠（つがとうげ）は、群馬県多野郡上野村と長野県南佐久郡北相木村との境にある峠である。

## 概要
- 標高は約1570mである。
- 整備状況は登山道程度。
- 峠道は、北にある十石峠と南にあるぶどう峠の、それぞれの峠道を結ぶようある。